# Dušan Uhrin (1943)
Dušan Uhrin (* 5. února 1943 Nová Ves nad Žitavou) je český fotbalový trenér. Narodil se na Slovensku, ale již od mládí žije v Praze.

## Sportovní kariéra
Dušan Uhrin hrál aktivně fotbal za Admiru Praha, kde působil pět sezón. Následovala jedna sezóna v týmu TJ Slavia Karlovy Vary.
Jako trenér vedl řadu českých fotbalových týmů a byl i reprezentačním trenérem České republiky. Jeho největším úspěchem s reprezentací bylo druhé místo na Euru 96. Působil též v zahraničí, např. ve Švédsku, na Kypru či v Gruzii, kde získal v roce 2008 s klubem FC Dinamo Tbilisi po třech letech mistrovský titul. Roku 2007 získal Cenu Václava Jíry.
Celkem 5× vyhrál českou anketu Trenér roku. V roce 1996 byl zvolen technickou komisí UEFA Nejlepším trenérem Evropy ( Trenér trenérů )
Vstoupil do síně slávy Olympijského výboru, AC Sparty Sparta Praha, FK Rudá Hvězda Cheb, Fotbalová asociace České republiky
Spartu Praha dovedl ke třetímu místu v nultém ročníku Ligy mistrů. V tomto ročníku Sparta mimo jiné porazila na Letné Barcelonu 1:0 brankou Horsta Siegla.

## Podnikatelská kariéra
V roce 1994 zakoupil společnost s ručením omezeným, kterou o dva roky přejmenoval na současný název Sanatorium Mariot, s.r.o. Společnost aktuálně provozuje nestátní zdravotnické zařízení poskytující lázeňskou a rehabilitační péči prováděnou pod odborným lékařským dohledem se zaměřením především na léčbu pohybového ústrojí. Jméno wellness hotelu bylo vybráno podle hotelu, kde bydlela fotbalová reprezentace během Eura 1996 v Anglii.

## Rodina
Jeho synem je Dušan Uhrin, který působí také jako fotbalový trenér. Neteří je Pavlína Žipková, filmová producentka.

## Trenérské úspěchy

### Klubové
- 2× Fotbalová liga Československa (1990/1991, 1992/93)
- 1 x Podzimní mistr s FK Rudá Hvězda Cheb
- 1× Československý pohár (1992)
- 2× Český fotbalový pohár (1992, 1993)
- 1× Asian Cup Winners Cup (1998)
- 1 x Finále poháru AIK Stockholm ( 2003 - 2004)
- 1× Gruzínská liga (2007/08)
- 1× Alžírský fotbalový pohár (1978)
- 1× Kyperský fotbalový pohár (1989)
- 1× Pohár Spojených arabských emirátů (1998)
- 1 x Super pohár se ŠK Slovanem Bratislava
- 1× semifinále Ligy mistrů (1991 - 1992) AC Sparta Praha
- 3 × čtvrtfinále poháru PVP (Makabi Haifa, AC Sparta Praha, Asian Cup

### Reprezentační
- stříbrno z Mistrovství Evropy EURO 1996 v Anglii
- 3. místo Pohár FIFA